# Daniele Pesco
Daniele Pesco (Monza, 17 ottobre 1973) è un politico italiano.

## Biografia
Nato a Monza, vive a Milano.
Laureato in Ingegneria edile al Politecnico di Milano, si occupa della gestione del patrimonio immobiliare e delle gare d'appalto per conto della Provincia di Milano. È funzionario della protezione civile.
Fa parte della commissione per la sicurezza nei cantieri dell'Ordine degli ingegneri della provincia di Milano.

### Elezione a deputato
Alle elezioni politiche del 2013 viene candidato alla Camera dei deputati, tra le liste del Movimento 5 Stelle nella circoscrizione Lombardia 1 in sesta posizione, venendo eletto deputato. Nella XVII legislatura della Repubblica è stato componente della 6ª Commissione Finanze di Montecitorio e ha ricoperto la carica di tesoriere del gruppo parlamentare del Movimento 5 Stelle alla Camera.

### Elezione a senatore
Alle elezioni politiche del 2018 viene eletto senatore in Lombardia.
Il 21 giugno 2018 viene eletto Presidente della 5ª Commissione Permanente Bilancio del Senato, ruolo a cui viene rieletto nel luglio 2020, fino alla fine della legislatura, quando termina il proprio impegno parlamentare, a seguito della regola del doppio mandato.